# Голяма награда на Пасифика
Тихоокеанската Гран При е кръг от Световния шампионат на ФИА - Формула 1, проведeн два пъти в средата на 1990-те години. И двете състезания са проведени на пистата ТИ Айда (сега Окаяма), намираща се в Айда (близо дo Кобе), Япония.

## Победители
| Година | Пилот          | Конструктор  | Писта   | Статистика |
| ------ | -------------- | ------------ | ------- | ---------- |
| 1995   | Михаел Шумахер | Бенетон-Рено | ТИ Айда | Статистика |
| 1994   | Михаел Шумахер | Бенетон-Форд | ТИ Айда | Статистика |